# Eupterote taooensis
Eupterote taooensis är en fjärilsart som beskrevs av Moore. Eupterote taooensis ingår i släktet Eupterote och familjen Eupterotidae. Inga underarter finns listade i Catalogue of Life.